# 1000-km-Rennen von Fuji 1987

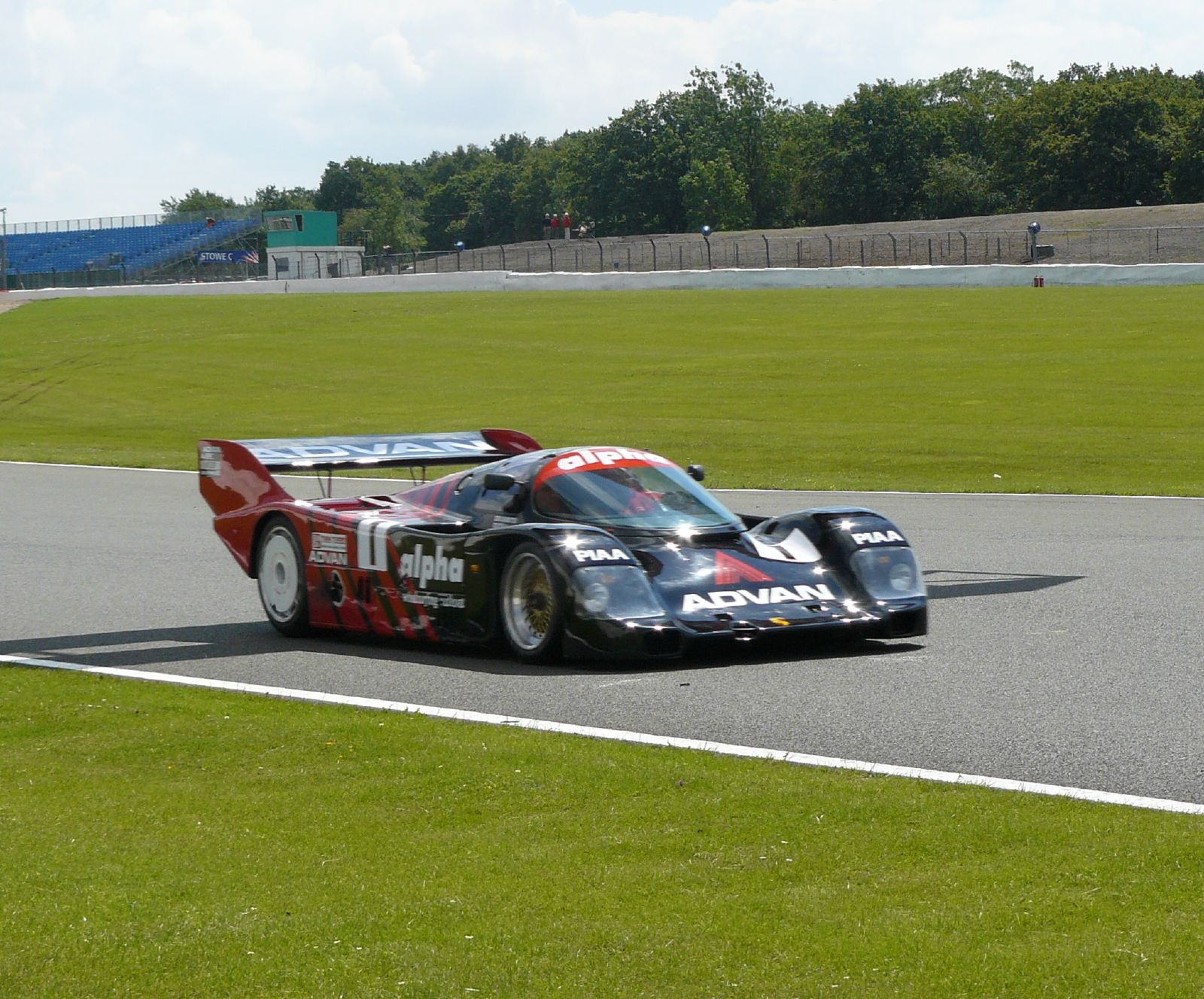
Der Alpha-Advan-Porsche 962C der 1987 in Fuji von Kunimitsu Takahashi, Kenny Acheson und Kazuo Mogi an die elfte Stelle der Gesamtwertung pilotiert wurde

Das 1000-km-Rennen von Fuji 1987, auch WEC in Japan, 1987 World Sports-Prototype Car Championship, Fuji Speedway, fand am 27. September am Fuji Speedway statt und war der zehnte und letzte Wertungslauf der Sportwagen-Weltmeisterschaft dieses Jahres. Gleichzeitig war das Rennen der fünfte Wertungslauf der All Japan Sports Prototype Championship und der Dritte der Fuji Long Distance Series.

## Das Rennen
Das 1000-km-Rennen von Fuji war die Abschlussveranstaltung der Sportwagen-Weltmeisterschaft 1987. Weil das Rennen auch zu zwei japanischen Sportwagen-Meisterschaften zählte, konnte man mit dem zweitbesten Starterfeld neben dem 24-Stunden-Rennen von Le Mans aufwarten. Toyota brachte zum letzten Mal den 87C-L an den Start. Auch Mazdaspeed und Nissan Motorsports International waren mit Werkswagen vertreten. Die schnellste Rundenzeit im Training erzielte mit 1.19.021 Minuten Takao Wada im Werks-Nissan R86V.
Trotz der starken Konkurrenz aus japanischen und europäischen Teams ging der Rennsieg wieder an Jaguar, die bereits als Weltmeister feststanden. Jan Lammers und John Watson siegten vor ihren Teamkollegen Raul Boesel und Johnny Dumfries und dem Porsche 962C GTi von Mauro Baldi und Mike Thackwell.

## Ergebnisse

### Schlussklassement
| 1               | C1  | 5   | Silk Cut Jaguar                  | Jan Lammers John Watson                         | Jaguar XJR-8     | 224 |
| 2               | C1  | 4   | Silk Cut Jaguar                  | Raul Boesel Johnny Dumfries                     | Jaguar XJR-8     | 224 |
| 3               | C1  | 15  | Britten-Lloyd Racing             | Mauro Baldi Mike Thackwell                      | Porsche 962C GTi | 221 |
| 4               | C1  | 1   | Brun Motorsport                  | Jochen Mass Oscar Larrauri                      | Porsche 962C     | 218 |
| 5               | C1  | 8   | Joest Racing                     | Frank Jelinski Louis Krages Bob Wollek          | Porsche 962C     | 218 |
| 6               | C1  | 99  | Rothmans Porsche Team Schuppan   | Derek Bell Geoff Brabham                        | Porsche 962C     | 218 |
| 7               | GTP | 202 | Mazdaspeed                       | Takashi Yorino Dave Kennedy                     | Mazda 757        | 213 |
| 8               | C2  | 111 | Spice Engineering                | Fermín Vélez Gordon Spice                       | Spice SE87C      | 210 |
| 9               | C1  | 27  | From A Racing                    | Hideki Okada John Nielsen                       | Porsche 962C     | 209 |
| 10              | C1  | 100 | Trust Racing Team                | Vern Schuppan Keiichi Suzuki James Weaver       | Porsche 962C     | 209 |
| 11              | C1  | 25  | Advan Alpha Nova                 | Kunimitsu Takahashi Kenny Acheson Kazuo Mogi    | Porsche 962C     | 208 |
| 12              | C1  | 10  | Porsche Kremer Racing            | Franz Konrad George Fouché                      | Porsche 962C     | 207 |
| 13              | C1  | 28  | Person’s Racing Team             | Takao Wada Anders Olofsson                      | Nissan R86V      | 206 |
| 14              | C2  | 102 | Swiftair Ecurie Ecosse           | Ray Mallock David Leslie                        | Ecosse C286      | 203 |
| 15              | C2  | 101 | Swiftair Ecurie Ecosse           | Mike Wilds Marc Duez                            | Ecosse C286      | 203 |
| 16              | C1  | 23  | Nissan Motorsports International | Kazuyoshi Hoshino Kenji Takahashi Dave Scott    | Nissan R87E      | 202 |
| 17              | C1  | 50  | SARD                             | Tsunehisa Asai David Sears Syuuroku Sasaki      | SARD MC87S       | 197 |
| 18              | C2  | 127 | Chamberlain Engineering          | Graham Duxbury Ian Khan                         | Spice SE86C      | 194 |
| 19              | C1  | 55  | Alpha Cubic Racing Team renoma   | Naoki Nagasaka Chiyomi Totani Hitoshi Ogawa     | Porsche 962C     | 188 |
| 20              | C2  | 114 | Team Tiga Ford Denmark           | Thorkild Thyrring Peter Elgaard                 | Tiga GC287       | 184 |
| 21              | C1  | 77  | Best House Racing Team           | Osamu Nakako Maurizio Sandro Sala               | LM 07            | 166 |
| 22              | GTP | 285 | Shizumatsu Racing                | Tetsuji Shiratori Kaneyuki Okamoto              | Mazda 737C       | 164 |
| Nicht klassiert |     |     |                                  |                                                 |                  |     |
| 23              | C1  | 11  | Leyton House with Porsche Kremer | Kris Nissen Volker Weidler                      | Porsche 962C     | 218 |
| Ausgefallen     |     |     |                                  |                                                 |                  |     |
| 24              | C2  | 121 | Cosmic GP Motorsport             | Chris Hodgetts Costas Los                       | Tiga GC287       | 131 |
| 25              | C2  | 118 | Chamberlain Engineering          | Jean-Louis Ricci Olindo Iacobelli               | Spice SE86C      | 120 |
| 26              | GTP | 201 | Mazdaspeed                       | Yōjirō Terada Pierre Dieudonné Yoshimi Katayama | Mazda 757        | 114 |
| 27              | C1  | 36  | Toyota Team Tom’s                | Geoff Lees Alan Jones Masanori Sekiya           | Toyota 87C-L     | 100 |
| 28              | C1  | 7   | Joest Racing                     | Bob Wollek Harald Grohs                         | Porsche 962C     | 81  |
| 29              | C1  | 2   | Brun Motorsport                  | Jesús Pareja Uwe Schäfer Manuel Reuter          | Porsche 962C     | 65  |
| 30              | C1  | 20  | Team Tiga                        | Tim Lee-Davey Tetsuya Ota                       | Tiga GC87        | 65  |
| 31              | C1  | 45  | Auto Beaurex Motorsport          | Kaoru Hoshino Will Hoy                          | Tom’s 86C        | 60  |
| 32              | C2  | 170 | Ba-Tsu Racing Team               | Kazuhiko Oda Syuuji Fujii Ichirou Mizuno        | MCS March        | 58  |
| 33              | C2  | 151 | British Barn Racing Team         | Jirō Yoneyama Hideshi Matsuda Kiyoshi Misaki    | JTK 62C          | 41  |
| 34              | C2  | 198 | Roy Baker Racing                 | Patrick de Radiguès David Andrews               | Tiga GC286       | 38  |
| 35              | C2  | 104 | URD Junior Team                  | Hellmut Mundas Robin Smith                      | URD C81/83       | 22  |
| 36              | C1  | 38  | Dome Motorsport                  | Eje Elgh Ross Cheever                           | Dome 87C-L       | 15  |
| 37              | C1  | 32  | Nissan Motorsports International | Masahiro Hasemi Aguri Suzuki                    | Nissan R87E      | 2   |
| Nicht gestartet |     |     |                                  |                                                 |                  |     |
| 38              | C1  | 37  | Tom’s Team Toyota                | Nobuhide Tachi Masanori Sekiya                  | Toyota 87C-L     | 1   |

1 Trainingswagen

### Nur in der Meldeliste
Hier finden sich Teams, Fahrer und Fahrzeuge, die ursprünglich für das Rennen gemeldet waren, aber aus den unterschiedlichsten Gründen daran nicht teilnahmen.
| Pos. | Klasse | Nr. | Team                       | Fahrer                              | Chassis    |
| ---- | ------ | --- | -------------------------- | ----------------------------------- | ---------- |
| 39   | C2     | 103 | John Bartlett Racing       | John Bartlett Jim Rothbarth         | Bardon DB2 |
| 40   | C2     | 106 | Kelmar Racing              | Pasquale Barberio Ranieri Randaccio | Tiga GC85  |
| 41   | C2     | 116 | Techno Racing              | Luigi Taverna Jean-Pierre Frey      | Alba AR3   |
| 42   | C2     | 117 | Team Lucky Strike Schanche | Martin Schanche                     | Argo JM19B |
| 43   | GTX    | 300 | Mazda Sport Car Club       | Iwao Sugai Hiroshi Sugai            | Mazda RX-7 |

### Klassensieger
| Klasse | Fahrer         | Fahrer       | Fahrzeug     | Platzierung im Gesamtklassement |
| ------ | -------------- | ------------ | ------------ | ------------------------------- |
| C1     | Jan Lammers    | John Watson  | Jaguar XJR-8 | Gesamtsieg                      |
| C2     | Fermín Vélez   | Gordon Spice | Spice SE87C  | Rang 8                          |
| GTP    | Takashi Yorino | Dave Kennedy | Mazda 757    | Rang 7                          |

### Renndaten
- Gemeldet: 43
- Gestartet: 37
- Gewertet: 22
- Rennklassen: 3
- Zuschauer: 78500
- Wetter am Renntag: warm und trocken
- Streckenlänge: 4,470 km
- Fahrzeit des Siegerteams: 5:40:55,634 Stunden
- Gesamtrunden des Siegerteams: 224
- Gesamtdistanz des Siegerteams: 1001,280 km
- Siegerschnitt: 176,216 km/h
- Pole Position: Takao Wada – Nissan R86V (#28) – 1.19,021 – 203,642 km/h
- Schnellste Rennrunde: Geoff Lees – Toyota 87C-L (#36) – 1.23,096 – 193,656 km/h
- Rennserie: 10. Lauf zur Sportwagen-Weltmeisterschaft 1987
- Rennserie: 5. Lauf zur All Japan Sports Prototype Championship
- Rennserie: 3. Lauf zur Fuji Long Distance Series